# Maeve Binchy

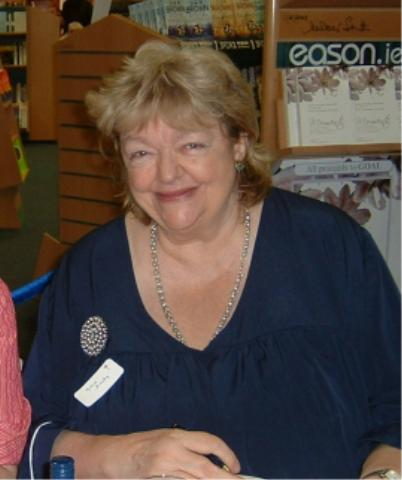
Maeve Binchy (2006)

Maeve Binchy Snell (Dalkey, 28 mei 1939 – Dublin, 30 juli 2012), beter bekend als Maeve Binchy, was een Ierse schrijfster die niet alleen romans schreef maar ook toneelstukken, korte verhalen en columns. Ze was het bekendst van haar humoristische observaties van het leven in de dorpjes en stadjes op het Ierse platteland. Haar werk is in meer dan 37 talen vertaald (waaronder het Nederlands), en in totaal zijn meer dan 40 miljoen exemplaren van haar boeken verkocht.

## Biografie
Binchy werd geboren op 28 mei 1939 in Dalkey, County Dublin, Ierland, als oudste van vier kinderen. Ze studeerde aan het University College Dublin, werkte als lerares en vervolgens als journalist bij de Irish Times. In 1982 verscheen haar eerste boek (Light a penny candle).

### Romans[3]
- Light a Penny Candle (1982) - Ned. vert.: Het leven is te mooi voor tranen (1988), En vergeet niet te leven (2002)
- Echoes (1985) - Ned. vert.: Paden der liefde (2001), Echo's (1990)
- Firefly Summer (1987)
- Silver Wedding (1988)
- Circle of Friends (1990)
Ned. vert.: Vrienden voor het leven
- The Copper Beech (1992)
- The Glass Lake (1994)
Ned. vert.: De spiegel van het meer
- Evening Class (1996)
- Tara Road (1998)
- Scarlet Feather (2000)
Ned. vert.: Het hart op de tong
- Quentins (2002)
- Nights of Rain and Stars (2004)
- Whitethorn Woods (2006)
- Heart and Soul (2008)
- Minding Frankie (2010)
- A Week in Winter (2012)
Ned. vert.: Hotel aan zee

### Korte verhalen
Van Binchy verschenen ook bundels met korte verhalen, zoals:
- Central Line (1978)
- Victoria Line (1980)
- Dublin 4 (1981)
- London Transports (1983)
- The Lilac Bus (1984)
- Story Teller: Collection of Short Stories (1990)
- Dublin People (1993)
- Cross Lines (1996)
- This Year It Will Be Different: And Other Stories (1996)
- The Return Journey (1998)

### Ander werk
- Star Sullivan (2006; novelle)[3]
- The Builders (2002; novelle)[3]
- Deeply Regretted By (2005; theaterstuk)[3]
- Aches and Pains (1999; non-fictie)[3]
- A Time to Dance (2006; non-fictie)[3]
- The Maeve Binchy Writer's Club (2008; non-fictie)[3]
- Finbar's Hotel (coauteur)
- Ladies Night at Finbar's Hotel (coauteur)
- Irish Girls About Town (2002; editor samen met Cathy Kelly en Marian Keyes)